# Margarete Petrides
Margarete Petrides (* 25. März 1901 in Wien; † 19. Februar 1973 ebenda) war eine österreichische Schriftstellerin.

## Leben
Margarete Petrides war die Tochter des akademischen Malers Konrad Petrides und seiner Frau Auguste Petrides. Nach der Grundschule machte sie eine Ausbildung zur Schneiderin.
Ab Mitte der 1920er Jahre veröffentlichte Margarete Petrides Gedichte in der Zeitschrift Der Naturfreund und in der Arbeiter-Zeitung, wo 1932 auch ihr sozialkritischer Roman Die Leidtragenden erschien. Dieser handelt von einer Schneiderin, die ihren "guten, langjährigen Posten" verloren hat. Einleitend schrieb die Autorin, dass mit der Beschreibung eines Einzelschicksals sie "die Notwendigkeit des proletarischen Zusammenschlusses klarstellen" will. 1933 schloss sich Margarete Petrides der Vereinigung sozialistischer Schriftsteller an. Beim zweiten Autorenabend der Vereinigung im Juni 1933, der unter dem Motto Satire und Pathos im Klassenkampf stand, las sie neben Walter Lindenbaum, Ernst Waldinger, Benedikt Fantner und Hans Leifhelm.
Nach dem Februar 1934 schloss sie sich der illegalisierten Kommunistischen Partei an. Bei der verbotenen Demonstration am 12. Februar 1935 in Wien gegen die Diktator der Austrofaschisten wurde sie verhaftet und kam für sechs Wochen ins Gefängnis. Im März 1937 wurde sie beim Verteilen von Flugblättern wieder verhaftet und wegen ihrer Tätigkeit in der kommunistischen Partei zu drei Monaten Anhaltehaft verurteilt. Im Jänner 1938 wurde sie ein drittes Mal verhaftet und wieder für drei Monate eingesperrt. Auch ihre Schwester Lucia Petrides wurde wegen politischer Aktivitäten mehrfach verhaftet. Was die Zeit der NS-Herrschaft betrifft, gibt ihr teils autobiographischer Roman Hedwig Zadinek. Roman einer Wiener Arbeiterin, 1947 erschienen, Aufschluss. Sie dürfte zwischen 1938 und 1945 mehrfach in Schutzhaft genommen worden sein.
Nach 1945 war Margarete Petrides Funktionärin der KPÖ. Ihre letzten Lebensmonate verbrachte die Autorin im Pensionistenheim Laaerberg in Wien-Favoriten.

## Werke
- Die Leidtragenden. Roman in Fortsetzungen in Arbeiter-Zeitung (vom 24. Jänner bis zum 3. März 1932)
- Hedwig Zadinek. Roman einer Wiener Arbeiterin, Wien 1947